# Epigelasma radiata
Epigelasma radiata är en fjärilsart som beskrevs av Claude Herbulot 1972. Epigelasma radiata ingår i släktet Epigelasma och familjen mätare. Inga underarter finns listade i Catalogue of Life.